# Poemenia depressa
Poemenia depressa är en stekelart som beskrevs av Wang och Gupta 1995. Poemenia depressa ingår i släktet Poemenia och familjen brokparasitsteklar. Inga underarter finns listade i Catalogue of Life.